# Windsor Heights (Iowa)
Windsor Heights es una ciudad ubicada en el condado de Polk en el estado estadounidense de Iowa. En el Censo de 2010 tenía una población de 4860 habitantes y una densidad poblacional de 1.327,99 personas por km².

## Geografía
Windsor Heights se encuentra ubicada en las coordenadas 41°36′15″N 93°42′46″O / 41.60417, -93.71278. Según la Oficina del Censo de los Estados Unidos, Windsor Heights tiene una superficie total de 3.66 km², de la cual 3.66 km² corresponden a tierra firme y (0%) 0 km² es agua.

## Demografía
Según el censo de 2010, había 4860 personas residiendo en Windsor Heights. La densidad de población era de 1.327,99 hab./km². De los 4860 habitantes, Windsor Heights estaba compuesto por el 91.13% blancos, el 3.5% eran afroamericanos, el 0.14% eran amerindios, el 2.37% eran asiáticos, el 0.06% eran isleños del Pacífico, el 1.15% eran de otras razas y el 1.65% pertenecían a dos o más razas. Del total de la población el 3.68% eran hispanos o latinos de cualquier raza.